# Pieve dei Santi Lorentino e Pergentino a Ranco
La Pieve dei Santi Lorentino e Pergentino a Ranco è una chiesa di Arezzo che si trova in località Pieve a Ranco.

## Storia e descrizione
La pieve risale al periodo altomedievale (VII-VIII secolo). I primi documenti, dove è menzionata come Plebs S. Laurenti in Castagnolo, risalgono al 1031 e al 1062. Ricostruita completamente in epoca romanica a pianta basilicale con tre navate, la chiesa ha subito numerosi rimaneggiamenti tra il XVIII e il XIX secolo. A questi ha fatto seguito un restauro nel 1917. Le uniche tracce del periodo romanico sono i pilastri a croce dell'ultima campata e gli archi a tutto sesto della tribuna. Apparteneva alla pieve un fonte battesimale monolitico ad immersione datato 1186 e oggi conservato al Museo Taglieschi di Anghiari.